# Луцій Гортензій
Луцій Гортензій (*Lucius Hortensius, 128 до н. е. — після 85 до н. е.) — військовий та політичний діяч Римської республіки.

## Життєпис
Походив з роду Гортензіїв. У 88 році до н. е. обіймав посаду претора. У 86 році до н. е. командував авангардом консула Луція Валерія Флакка і, досягнувши Фессалії, перейшов на бік Луція Корнелія Сулли. Відіграв важливу роль у битві при Херонеї проти Мітридата VI Евпатора, царя Понту.
У 85 році до н. е. здобув перемогу над фракійськими племенами медів і дарданів, підкоривши значну частину південної Фракії. Подальша доля не відома.